# Torkilstrup Præstegård
Torkilstrup Præstegård er en præstegård, der ligger umiddelbart øst for Torkilstrup Kirke i landsbyen Torkilstrup omkring 7 km nordøst for Nørre Alslev på Falster. En sten uden for præstegården mindes at B.S. Ingemann blev født her i 1789. Præstegården blev fredet i 1950.

## Historie
Præstegården blev opført i 1761. Forfatteren B.S. Ingemanns far Søren Sørensen Ingemann var præst i Torkilstrup fra 1774. I 1782 var han også præst for Falsters Nørre Herred. Ingemann blev født på præstegården som den yngste af ni børn i 1789 og boede her indtil sin fars død 10 år senere. Familien flyttede herefter til Slagelse, hvor Ingemann blev indskrevet på Slagelse Latinskole. Han har beskrevet sin tidligere barndom i Denne Aldersopfattelse af hint Barndomsli.
N. F. S. Grundtvigs bror Otto (1772-1843) efterfulgte Ingemanns far som præst i Torkilstrup. Han boede i præstegården indtil han blev overflyttet til Gladsaxe. Digteren Christian Winther tilbragte sine hvedebrødsdage i Torkilstrup Præstegård.
Bygningen blev renoveret i 1909. Den blev fredet i 1950. I 2007 blev bygningen omfattende restaureret af Berings Tegnestue.

## Arkitektur
Præstegården har hvidkalkede vægge, et stråtækt tag og står på et sortmalet fundament af marksten. De oprindelige to længer ligger mod nord- og vestsiden a gården. Beboelseslængen mod nord er fra 1763 og er hovedsageligt opført i bindingsværk med mindre dele i mursten. En stor kvist i mursten stammer fra 1840. Vestlængen blev oprindeligt brugt som stald og til opbevaring. En kort længde, havelængden, går fra nord mod øst fra enden af beboelseshuset. Den blev opført som enkebolig til Ingemanns mor.